# Indira-Gandhi-Kanal

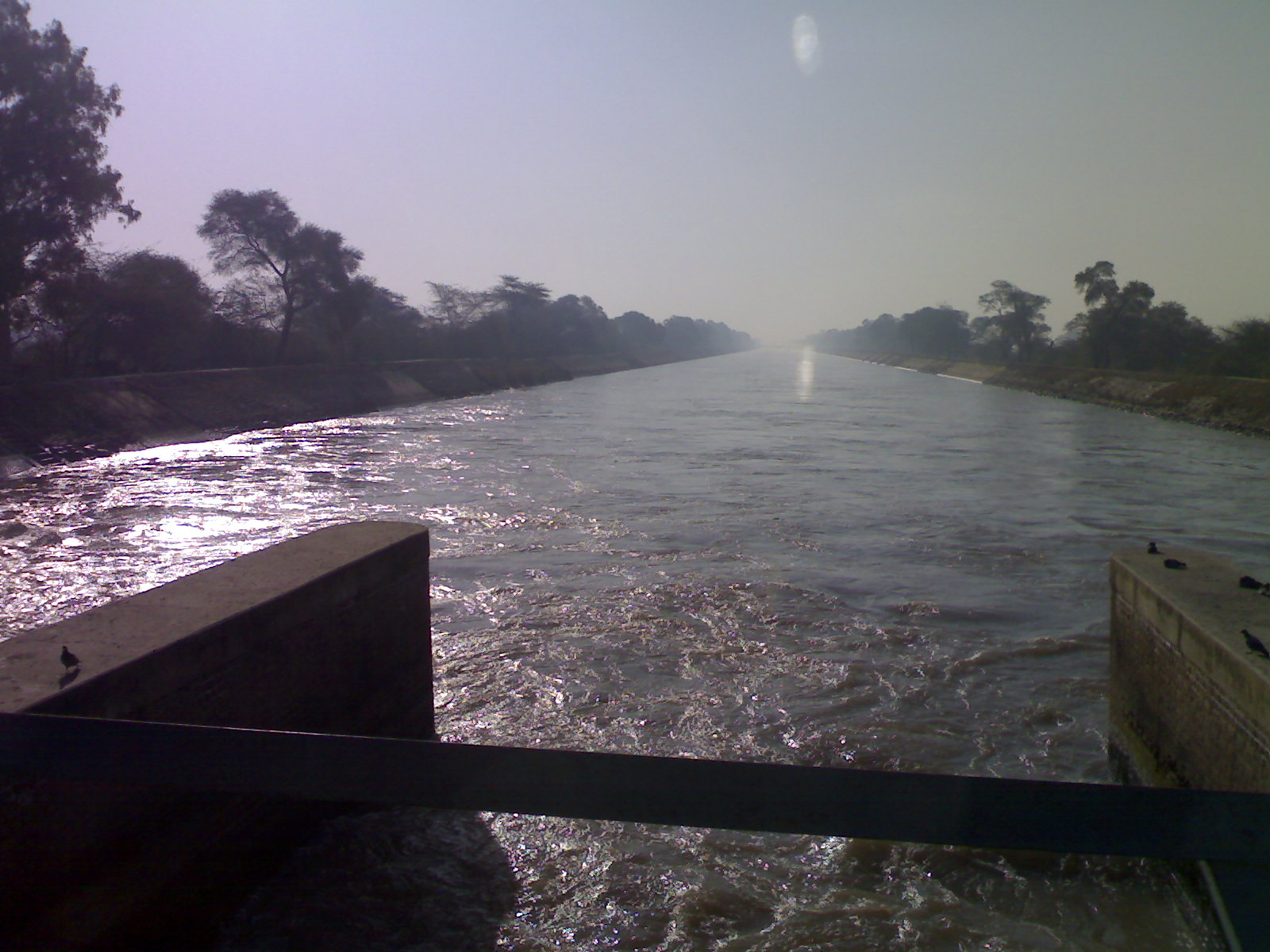
Indira-Gandhi-Kanal bei Lohgarh, Haryana

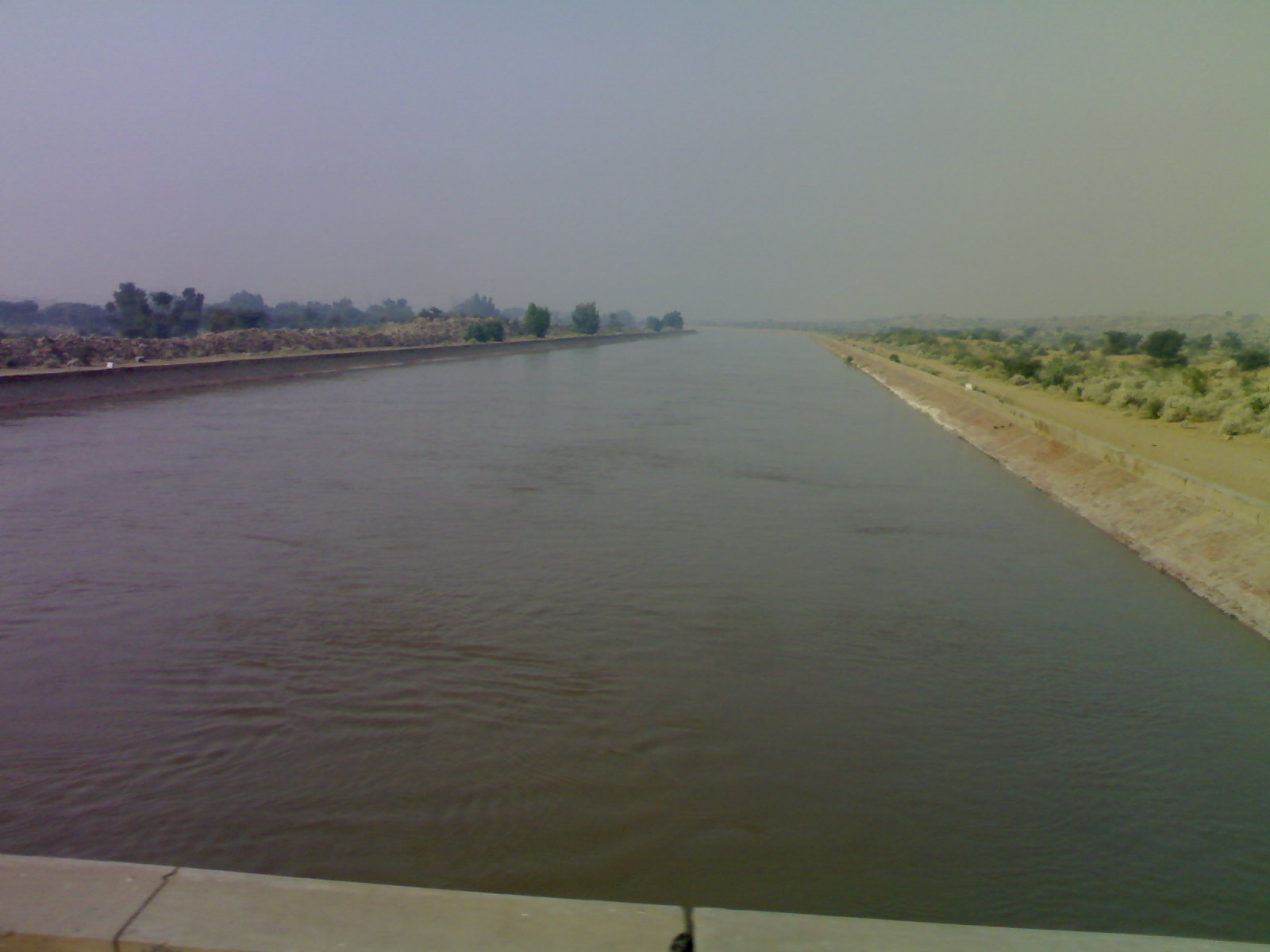
Indira-Gandhi-Kanal bei Bikaner, Rajasthan

Der Indira-Gandhi-Kanal ist mit einer Länge von ca. 650 km eines der aufwendigsten Kanalbauprojekte Indiens und ganz Asiens. Der ursprünglich Rajasthan-Canal genannte Kanal wurde nach der Ermordung der indischen Premierministerin Indira Gandhi im Jahr 1985 nach ihr umbenannt. Da der Kanal nahezu gleichmäßig in einem Abstand von 40 bis 45 km östlich der Grenze zu Pakistan verläuft, bildet er auch eine wichtige strategische Verteidigungslinie zum westlichen Nachbarland.

## Verlauf
Der Indira-Gandhi-Kanal beginnt in einer Höhe von ca. 210 m ü. d. M. bei der Einmündung des Flusses Beas in den Sutlej im Harike-Stausee (Harike Barrage) im indischen Teil des Punjab. Von dort verläuft er mit außergewöhnlich geringem Gefälle in südwestlicher Richtung durch den Bundesstaat Haryana bis in die Distrikte Jaisalmer und Barmer im Bundesstaat Rajasthan.

## Geschichte
Die Idee einer Ableitung und Nutzbarmachung von Flusswasser aus dem wasserreichen Punjab in die (halb)wüstenartigen Gebiete von Rajasthan und Pakistan entstand bereits in den späten 1940er Jahren. Nach der Teilung Indiens im Jahr 1947 wurde das Projekt jedoch zunächst nicht weiter verfolgt. Erst im Jahr 1960 einigten sich beide Länder unter Vermittlung der Weltbank auf den Indus-Wasservertrag, der das alleinige Nutzungsrecht der 3 östlichen Flüsse (Ravi, Beas und Sutlej) des Fünfstromlandes (punjab) Indien zusprach, das jedoch Ausgleichszahlungen an Pakistan für das nunmehrige Fehlen von Wasser im Unterlauf des Indus zu leisten hatte.

## Pläne und Ausführung
Geplant war ein Bau in zwei Bauabschnitten: Der nördliche Zubringer-Abschnitt sollte eine Länge von 204 km haben; er sollte nicht zu Bewässerungszwecken dienen. Der südliche Abschnitt sollte 445 km lang sein mit insgesamt ca. 3600 km langen Seitenkanälen. Die Hauptkanäle waren mit einer Breite von ca. 43 m (bzw. 35 m an der Sohle) und einer Tiefe von 6,5 m konzipiert; für die Seitenkanäle wurde kein einheitliches Maß festgelegt. Der erste Bauabschnitt bereits sollte im Jahr 1963 fertiggestellt sein, doch kam das Projekt infolge von Planungsfehlern, Geldmangel und Korruption schon nach kurzer Zeit zum Stillstand. Im Jahr 1970 wurde es in vergrößertem Rahmen wiederaufgenommen – die geplante Gesamtlänge aller Haupt- und Seitenkanäle betrug nun 9245 km. Der erste Bauabschnitt wurde im Jahr 1983 fertiggestellt, der zweite Bauabschnitt ist inzwischen ebenfalls vollendet; heute bewässert der ca. 650 km lange Hauptkanal Nutzflächen von ca. 5000 km² bei einem Planziel von ca. 6800 km².

## Probleme
Um Sandverwehungen und damit einer allzu schnellen Versandung des Kanals entgegenzuwirken, wurden an den Rändern der Haupt- und Seitenkanäle Büsche und Bäume gepflanzt. Auf den ehemals (halb)wüstenartigen Flächen wachsen heute Raps, Senf, Baumwolle und Weizen, doch ist bereits von Umweltproblemen infolge einer zunehmenden Versalzung der Böden wegen des Anstiegs des Grundwasserspiegels die Rede. Auch Mücken und Wildschweine sind zahlreich geworden; erstere sind Malaria-Überträger in einem jahrhundertelang nahezu seuchenfreien Wüstengebiet, letztere verwüsten die Felder. Auch Grundstücksspekulation und Korruption haben um sich gegriffen.